# Жоффруа IV де Туар

Виконтство Туар на карте Франции

Жоффруа IV (фр. Geoffroy IV de Thouars; ок. 1125 — ум. 1173) — виконт Туара с 1151 года.
Сын Эмери V и Агнессы де Пуатье, внук аквитанского герцога Гильома IX.
Наследовал брату, Гильому I, умершему в молодом возрасте.
Вёл феодальный войны с соседом — Берле де Монтрёйлем. Поддержал Жоффруа Плантагенета в его борьбе с братом — английским королём Генрихом II. В результате 16 августа 1158 года английский отряд взял Туар и разрушил его укрепления. Виконт бежал в Рюи-Бельяр, а Туаром стали править назначенные Генрихом II губернаторы: сначала Бриан де Мартинье, потом Эмери де Бернезе.
В 1160 году Жоффруа IV признал власть Генриха II и смог вернуться в своё виконтство.

## Семья
Жена — Эме де Лузиньян, дочь Гуго VII Коричневого. Известны 9 их детей, в том числе:
- Эмери VII, виконт Туара
- Ги де Туар
- Гуго I, виконт Туара
- Раймон I, виконт Туара
- Мария, дама д’Эрво.